# Stephen Darby
Stephen Mark Darby (Liverpool, 1988. október 6.) angol labdarúgó.

## Sikerei, díjai
- Bradford City – Az év játékosa: 2013–14